# Nicholas Hoult
Nicholas Caradoc Hoult (n. 7 decembrie 1989) este un actor englez. 

## Filmografie
- 1996: Intimate Relations
- 2002: About a Boy
- 2005: Wah-Wah
- 2005: The Weather Man
- 2006: Kidulthood
- 2007: Coming Down the Mountain
- 2009: A Single Man
- 2010: Clash of the Titans
- 2011: X-Men: First Class
- 2013: Warm Bodies
- 2013: Jack the Giant Slayer
- 2014: Young Ones
- 2014: X-Men: Days of Future Past
- 2015: Mad Max: Fury Road
- 2015: Kill Your Friends
- 2015: Dark Places
- 2016: Equals
- 2016: X-Men: Apocalypse
- 2016: Collide
- 2017: Rebel in the Rye
- 2017: Sand Castle
- 2017: The Current War
- 2017: Newness
- 2018:  The Favourite
- 2019:  Tolkien
- 2019:  X-Men: Dark Phoenix
- 2019:  True History of the Kelly Gang
- 2020:  The Banker
- 2021: Those Who Wish Me Dead
- 2022: The Menu
- 2023: Renfield
- 2024: The Garfield Movie
- 2024: Nosferatu